# Круазий
Круази́й (фр. Croisilles) — коммуна во Франции, находится в регионе Нижняя Нормандия. Департамент коммуны — Кальвадос. Входит в состав кантона Тюри-Аркур. Округ коммуны — Кан.
Код INSEE коммуны — 14207.

## Население
Население коммуны на 2010 год составляло 519 человек.
| 1962 | 1968 | 1975 | 1982 | 1990 | 1999 | 2010 |
| ---- | ---- | ---- | ---- | ---- | ---- | ---- |
| 303  | 279  | 318  | 324  | 393  | 404  | 519  |

## Экономика
В 2010 году среди 312 человек трудоспособного возраста (15—64 лет) 249 были экономически активными, 63 — неактивными (показатель активности — 79,8 %, в 1999 году было 71,3 %). Из 249 активных жителей работали 233 человека (126 мужчин и 107 женщин), безработных было 16 (5 мужчин и 11 женщин). Среди 63 неактивных 23 человека были учениками или студентами, 17 — пенсионерами, 23 были неактивными по другим причинам.